# Pouteria splendens
Espèce
Synonymes
- Lucuma splendens A.DC.[2]
- Pouteria splendens (A.DC.) Kuntze[2]

Statut de conservation UICN

 NT  : Quasi menacé
Pouteria splendens est une espèce de plantes à fleurs de la famille des Sapotaceae.
Nom vernaculaire : Lúcuma chilena.

## Publication originale
- Revisio Generum Plantarum 3(3): 195. 1898. (28 Sept 1898)